# Petanca nos Jogos Asiáticos em Recinto Coberto de 2009
As competições de petanca nos Jogos Asiáticos em Recinto Coberto de 2009 ocorreram entre 4 e 7 de novembro. Quatro eventos foram disputados.

## Calendário
| Outubro/Novembro | 28 | 29 | 30 | 31 | 1 | 2 | 3 | 4 | 5 | 6 | 7 | 8 | Finais |
| ---------------- | -- | -- | -- | -- | - | - | - | - | - | - | - | - | ------ |
| Petanca          |    |    |    |    |   |   |   |   | 2 |   | 2 |   | 4      |

## Quadro de medalhas
| Ordem | País      | Medalha de ouro | Medalha de prata | Medalha de bronze |    |
| ----- | --------- | --------------- | ---------------- | ----------------- | -- |
| 1     | Tailândia | 3               |                  | 1                 | 4  |
| 2     | Vietname  | 1               | 2                | 1                 | 4  |
| 3     | Laos      |                 | 1                | 3                 | 4  |
| 4     | Singapura |                 | 1                |                   | 1  |
| 5     | Camboja   |                 |                  | 2                 | 2  |
| 6     | Malásia   |                 |                  | 1                 | 1  |
| TOTAL | TOTAL     | 4               | 4                | 8                 | 16 |

## Medalhistas
| Evento            | Ouro                        | Prata                           | Bronze                                                          |
| Simples masculino | THA Tailândia Pakin Phukram | VIE Vietnã Thanh Phong Pham     | MAS Malásia Mohamad Syafiq Abd Razak LAO Laos Som Ok Lengsavath |
| Simples feminino  | VIE Vietnã Thi Hien Nguyen  | SIN Singapura Nur Izzati Ismail | THA Tailândia Suphannee Wongsut LAO Laos Souksakhone Sengchanh  |
| Duplas masculinas | THA Tailândia               | LAO Laos                        | CAM Camboja VIE Vietnã                                          |
| Duplas femininas  | THA Tailândia               | VIE Vietnã                      | CAM Camboja LAO Laos                                            |